# Žirovski zmaj lintvern
Žirovski zmaj Lintvern je legenda, ki so si izmislili prebivalci Žirov. Živel naj bi pod Žirkom in čakal na dan izpustitve iz jame. S to legendo odrasli strašijo otroke, da če ne bodo pridni, bo prišel po njih. Tako je o njem je nastalo veliko pripovedk in ena izmed njih je tudi pripovedka o Žirovskem zmaju Lintvernu.

## Vsebina (v književnem jeziku)
Nekoč je na Žirovskem vrhu je stal grad. V njem je živel graščak, ki ni imel dela. Rad se je norčeval, rad je preklinjal. Njegova najljubša kletvica pa je bila”O ti prekleti zmaj.” Vsak dan je šel na lov. Ko pa nekega dne ni ustrelil nobene divje živali ustrelil pa je kmetovo kravo, ki se je pasla na pašniku ob gozdu. Osedlal je konja in šel h kmetu, in se je ponorčeval: “O ti prekleti zmaj! Sem mislil, da je volk pa sem ustrelil kravo a ne skrbi, ko bom ustrelil volka ti ga bom dal namesto krave.” Naslednji dan je ujel volka in ga pripeljal h kmetu. Rekel mu je, da bo od volka imel več kakor od krave saj bo imel od volka kožuh. Rekel mu je tudi, da je volčje meso boljše od kravjega. Kmet tega ni sprejel in graščak ga je vrgel v ječo, kjer je stradal do smrti. Še tisto leto pa je bila toča. Kmetje so bili lačni saj jim je uničila ves pridelek. Kmetova vdova je šla na grad in sedemkrat potrkala na vrata. Graščak je najprej zaklel, potem pa ji vseeno dal vrečo in ji rekel, da je notri pšenica. Ko je vdova prišla domov in odprla vrečo je v njej zagledala pesek. Videla je, da jo je ogoljufal. Dvignila je pesti in preklela Žirovsko vrharski grad. Z besedami: ”Preklet bodi Žirovsko vrharski grad, stokrat preklet pa graščak, ki je hujši kakor vrag.« Ko je to izrekla te besede se je grad pogreznil in začela je liti voda, ki je poplavila vsa  grajska polja. Graščak se je spremenil v zmaja. Sora je tako narasla, da je uničila vse ostale gradove.

## Vsebina (v žirovskem narečju)
Nekoč je na Žerouskn vrh je stala graščina. U nem je žiu graščak, kater ni jemu nbenga dila. Rad je narce breu, rad je tud preklineu. Nagava tanarbulš kletu je bla: »O ti preklet zmaj.« Vsak dan je šou lovit. Anga dne pa ni ustrelu nabene diuje žval, pa je ustrelu kak metava krava, k se je pasla na pašnk ab gmajn. Asedleu je kojne, pa je mahne h kmet in se panarčevau: » O preklet zmaj! Sm mislu, de sm usterlu vouka, sm pa taje krava. A ne skrb, ka bam ustrelu vauka ti ga bam dau namest krave.« Naslidn dan usterli vouka, pa ga pele h kemt. Djau mu je, de ba ad vouka jemu več kad ad krave, sej ba jemu kažuh. Djau mu je tud, de je voučji mesu bulš kad kravi. Kmet s tem ni biu zadovoln, graščak pa ga je zatu vrgu u keha, kir je stradau dokler ni umrou. Še tist lit je bla toče. Kmetje sa bl lačn k sa bl ab vas prdilk. Kmetova udova je šla na grad in sedn krat patrkala na urata. Graščak je taprou zakleu pa ji je pa useglih dau žakl in djau, de je not pšenica. Ka je udova pršča damu, pa adprla žakl je vidla, de je not pesk. Vidla je, deje je agalefou. Uzignla je pesti in preklela Žerouskovrharsk grad z besedam: » preklet bod grad, stukat preklet graščak, ks huj k urah.« Ka je tu djala se je grad pagreznu in začela je lit vada, ka je papraula cila grajska pula. Graščak se je ab tem spremenu u zmaja. Sora je tuk narasla, de je uničla use astale gradave.

## Analiza pravljice

### ZNAČILNOST LJUDSKIH PRAVLIC
Avtor ni znan.
Krajevni čas ni določen.
Krajevni prostor je določen-Žiri.
Pripovedovalec govori v tretji osebi.
Lik v pravljici ima nadnaravne sposobnosti.
Pravljica ima značilen začetek (nekoč je…).                                   
Ima izmišljeno vsebino.                                                                

### KNJIŽEVNE OSEBE
Glavna oseba:  graščak. 
Stranske osebe: kmet, ženica.

### DOGAJALNI PROSTOR
Dogaja se v Žireh bolj natančno v okolici Žirov. Žiri so mesto na koncu Poljanske doline. Znane so po klekljanju in čevljarstvu. Žiri  so obmejni kraj, tako kod  po naravi tudi po zgodovini. Skozi mesto tečeta dve reki to sta Sora in Račeva. V tem mestu pa se je rodil tudi znan pisatelj Leopold Suhodolčan.

## VIRI
https://www.google.si/search?q=LINTVERN+ZMAJ&rlz=1C1TGIB_enSI568SI569&espv=2&biw=1284&bih=905&source=lnms&tbm=isch&sa=X&ei=sHC6VOCuK83VavewgJgO&ved=0CAYQ_AUoAQ
Naglič, Miha. 1998. Kdo je kdo na Žirovskem, nekoč in danes. DPD Svoboda Žiri in Muzejsko društvo Žiri.
Naglič, Miha. 2007. Pozdravljeni, ljubitelji utrdb! Turistično društvo Žiri

## opombe in sklici
1. ↑  http://www.bizi.si/MUZEJSKO-DRUSTVO-ZIRI/ muzejsko društvo Žiri
2. ↑  http://www.ziri%5B%5D.si občina Žiri

.  
.

## Razdelek »glej tudi«
https://sl.wikipedia.org/wiki/Ra%C4%8Deva
https://sl.wikipedia.org/wiki/Kategorija:Naselja_Ob%C4%8Dine_%C5%BDiri
https://sl.wikipedia.org/wiki/Grb_Ob%C4%8Dine_%C5%BDiri